# La Fermette Marbeuf
Pour l’article homonyme, voir Marbeuf (homonymie).
La Fermette Marbeuf est un restaurant gastronomique de 1898, du Triangle d'or du quartier des Champs-Élysées, du 8e arrondissement de Paris. Sa « salle 1900 » de style jardin d'hiver Belle Époque Art nouveau années 1900 est inscrite aux monuments historiques depuis le 9 décembre 1983.

## Historique
Ce prestigieux restaurant parisienest fondé en 1898, au moment de l'Exposition universelle de 1900 de Paris, à l'intersection du 3-5 rue Marbeuf, et du 24 rue du Boccador, voisin des Hôtel George-V, théâtre du Rond-Point, Théâtre Marigny, cabaret Crazy Horse, entre l'avenue des Champs-Élysées et la Seine. Il appartient à l'origine à l'Hôtel Langham de la rue de Mogador voisine. 

## Décor Art nouveau
Sa « salle 1900 » de style jardin d'hiver Belle Époque Art nouveau des années 1900 (avec plafond verrière, vitraux, fresques, céramiques, mosaïques, peintures murales, lustres, ameublement, objets de décoration...) est créée par l'architecte Émile Hurtré (avec les artisans d'art Hubert et Martineau et le céramiste Jules Wielhorski). Le décor d'origine est retrouvé par l'architecte Philippe Cadot
et restauré en 1978.

## Réouverture
En 2018, le restaurateur Riccardo Giraudi a pris possession des lieux et y a ouvert son restaurant Beefbar. La salle 1900 a été entièrement rénovée par les architectes Emil Humbert et Christophe Poyet,.

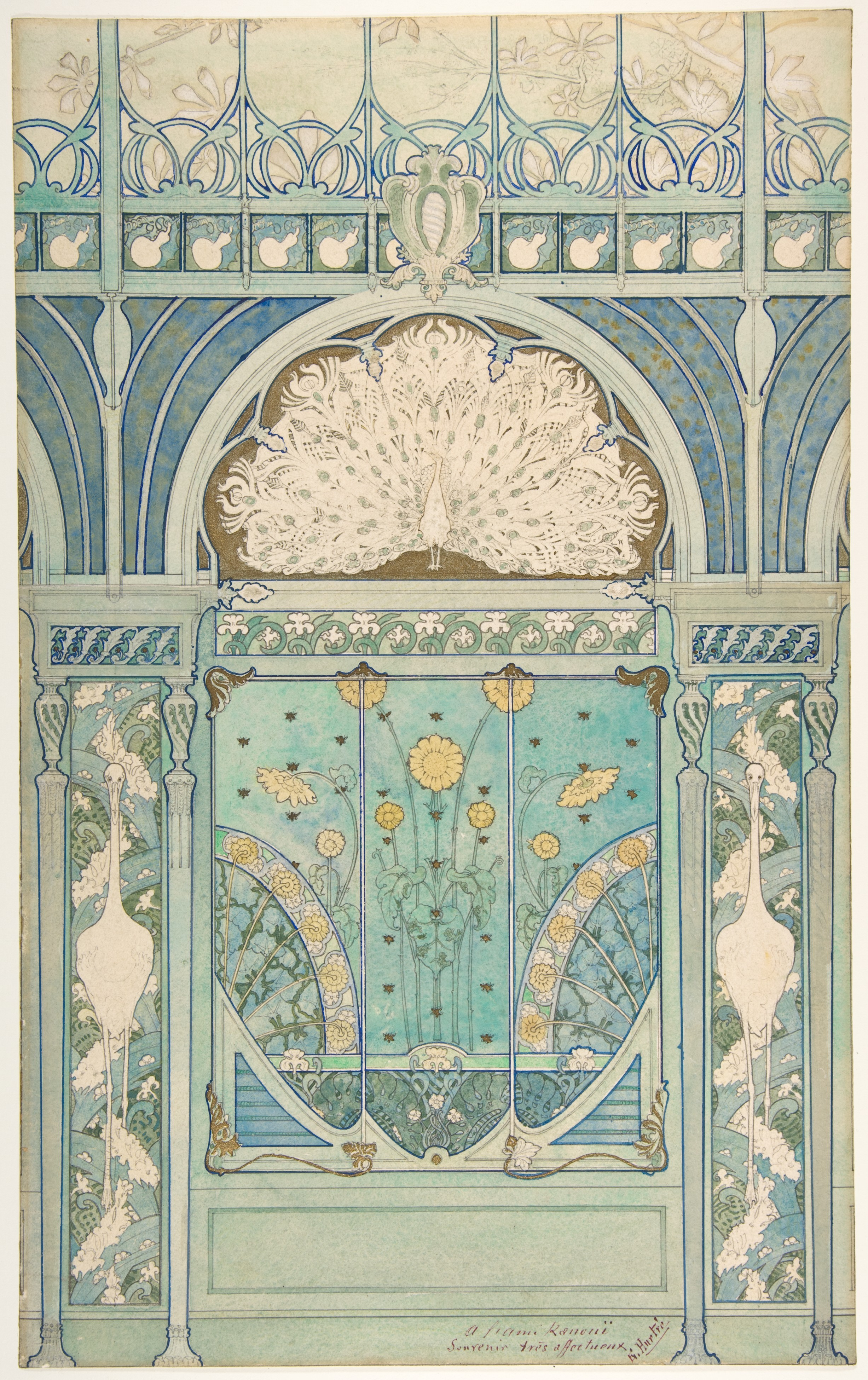
Panneau de décor mural d'Émile Hurtré, exposé au Metropolitan Museum of Art de New York

## Quelques restaurants style 1900 de Paris
- Le Train bleu (Paris-Gare-de-Lyon 12e)
- Maxim's (3 rue Royale, quartier de la Madeleine 8e)
- Bouillon Chartier (7 rue du Faubourg-Montmartre 9e)
- Bouillon Racine (6 rue Racine, Quartier de l'Odéon 6e)
- Le Grand Café Capucines (Boulevard des Capucines 9e)